# Саборна црква у Никшићу
Храм Св. Василија Острошког је саборна црква и православни манастир у епархије будимљанско-никшићка. Изграђен је у 19. вијеку.
Када је 1878. године створена Захумско-рашка епархија донета је одлука да њено средиште буде у Никшићу. Пошто је изградња новог саборног храма и владичанског двора била тек у плану, први захумско-рашки епископ Висарион Љубиша (1878-1882), привремено је боравио у оближњем манастиру Острогу. Као црногорски митрополит (1882—1884), Висарион Љубиша је настојао да уз руску помоћ убрза припремне радове, а његoво дјело је наставио и његов наследник, митрополит Митрофан Бан (1884-1920). 
Саборни храм у Никшићу дјело је руског архитекте Михаила Тимофејевича Преображенског. Овај монументални споменик подигнут је у славу погинулих црногорских и херцеговачких јунака у ратовима 1875—1880. године. Предрадови су почели 1886. године. Састављена је комисија коју су предводили војвода Шако Петровић и инжењер др Јосип Сладе, који су и изабрали Петрову главицу за мјесто изградње цркве.
Камен темељац за Саборну цркву постављен је 17. јула 1895. године. Црква је грађена нешто више од пет година, а завршена је 28. августа 1900. године. Њен први свештеник био је Илија Јовићевић из Цеклина. Од тада, ова црква је служила као Саборни храм Захумско-рашке епархије све до 1931. године, када је ова епархија укинута и прикључена Митрополији црногорско-приморској.
Између два рата на звонику је постављен велики сат, пречника 2,36 m.
Црква се налази у непосредној близини дворца краља Николе.
У новинама Оногошт, број 8.,1899.г. је чланак, "Монументална црква у Никшићу". У тексту стоји да је цркву обишао Урош Предић. Жеља књаза Николе је била да фреске уради Урош Предић, али је овај то одбио због обима посла. Требало је да иконостас стигне из Грчке, из Пиреја, од грчког добротвра Сингроса, а иконе за иконостас раде се у Русији. 
Митрополит Митрофан Бан је након освећења цркве Светог Василија Острошког у Никшићу, 1900. године рекао: Славни господар Зете, данашње Црне Горе, Иван Црнојевић... потиснут од клетог непријатеља, са једном шаком јадне измучене србадије црногорске, уклони се у ове наше тврде планине, да у њима чува потоњу искру српске слободе.
Патријарх Иринеј је 31. јула 2011. године у бесједи у овој цркви рекао да је он ту служио пре доста година, док је боравио на Острогу. Тада је црква имала мало вјерника, а предсједник општине је морао ангажовати чувара цркве, због учесталог разбијања прозора овог храма.
Након стварања Епархије будимљанско-никшићке са средиштем у Никшићу, Црква св. Василија Острошког је 2001. године поново постала епархијски саборни храм.

## Галерија
- Гроб Стојана Ковачевића у сјеверном дијелу порте
- Гроб Новака Рамовог Јововића у јужном дијелу порте храма
- Табла испред црквене порте